# 錢秀蓮
錢秀蓮（英語：Miranda Chin，1950年1月8日—），原籍廣東東莞市石龍鎮。
香港第一代編舞家，曾編導及統籌近一百多齣舞蹈作品，並多次為香港舞蹈團及海外作客席編導。曾赴北京舞蹈學院研習中國舞及於美國紐約深造瑪莎葛肯現代舞及研習拉班動律分析，後更獲美國大學工商管理博士、香港演藝學院編舞系碩士。
早年曾演《七十三 (電視劇)》、《大報復 (電視劇)》、《人之初》等電視劇集，主跳現代舞《火祭》獲香港第一屆藝術節冠軍。1981年及1989年分別成立舞林舞蹈學院及錢秀蓮舞蹈團。1989年榮獲香港藝術家聯盟「香港舞蹈年獎」，其後獲美國傳記學會頒授當代傑出人士及終身成就獎。舞作包括《紅樓碎玉》、《律動舞神州》、《四季》、《字戀狂》，為香港舞蹈團創作《女媧補天》、《女色-潘金蓮》及《香港情懷》等多部作品，並應邀為電影、電視及各劇團編舞。其舞品曾於倫敦、紐約、加拿大、北京、新加坡、馬來西亞、菲律賓、塞浦路斯及漢城等地藝術節發表。近作《上善若水》分別在加拿大、泰國及韓國發表。
2000年獲北京舞蹈學院委任為香港代表之高級考級教師，2018年起成為考官。自2001年起開始創作及發表「武極」系列。其間為北京體育大學作研究訪問學者，研究武術太極，參與珠海、武當山及香港的國際太極交流大會屢獲金牌，並著書《武極──武術太極舞蹈的創作探索》，發表系列共七集的創作過程，而「武極」系列更被譽為武術太極、養生及中國哲學創意舞蹈的先河。2011年於中港台十間大學作巡迴講學，2017年及2019年應邀為巴西及南非金磚五國國際會議演講嘉賓，2016年獲《中國當代舞蹈口述史研究》一書列入為中港台中國舞蹈家之一。錢氏於2017年由英國劍橋國際傳記中心選為Top 100 Artists。

## 生平
- 1950	生於廣東省東莞縣石龍鎮
- 1955	定居香港，就讀寶血幼稚園、小學、中學
- 1964	中三代表班演講比賽，因膽怯失言，遂決定爭取任何在舞台的機會，隨即參加學校的戲劇組，作了後來電視及演藝工作的伏筆。

### 1967－1981 學習感應演藝期
- 1967	第一次自編自演中國舞《羽扇舞》，中學畢業後從事教學工作。
- 1969	跟隨留法回港劉兆銘學習芭蕾舞於大會堂。並參加堅道明愛中心的樂步社。隨師徐榕生研習畫。
- 1970	任樂步社主席，策劃週年晚會歷15年。開畫展與樂步社週年表演同期在大會堂高座及低座舉行，然貴精不貴多，遂決定放棄繪畫，集中鑽研舞蹈。
- 1972	香港羅富國師範學院畢業。
- 1973	獲無線電視總監周梁淑怡賞識作兔兔店經理，並為電視拍《七十三》劇集，飾演陳有才的女朋友，為一社會工作熱血青年。
- 1979	籌劃《獻給哀鳴者》為柬埔寨難民籌款，團結香港舞蹈界。
- 1981	創立「舞林舞蹈學院」，希舞蹈教育更有系統及可普及化。參與香港舞蹈總會暑期國際舞蹈營，認識北京舞蹈學院孫光言老師及馬力學老師，為後來舞蹈教學及推廣合作結緣。

### 1982－1988 深造研習試驗期
- 1982	赴北京舞蹈學院研習民間舞，認識豐富的中國文化，為未來的創作及教學鋪路，影響後來創作帶有中國文化色彩。
- 1983	赴紐約瑪莎葛肯研習現代舞、拉班動律分析
- 1986	赴美回港前參與美國舞蹈節，橫跨美國東西岸研習藝術總監、編舞課程及工作坊，為探索現代舞劃完美的句號。

### 1989－2000 探索創作實踐期 I
- 1989	成立「錢秀蓮舞蹈團」，希透過舞團由心發表舞作。同年獲「香港藝術家聯盟之舞蹈家年獎」。
- 1994	獲得「英國劍橋國際傳記中心」的20世紀成就獎。
- 1995	獲得「美國傳記學會」頒授當代傑出人士及終身成就獎。
- 1997	香港回歸中國，應中國舞蹈家協會邀請，選為唯一代表香港的舞團，巡迴中國五大城市表演，包括長春、北京、天津、上海、珠海。作品：《字戀狂》、《四季》、《律動舞神州》。移居加拿大多倫多。
- 1998	完成加拿大以當地外國舞者發表《四季》、《字戀狂》、《帝女花》晚會後回港。
- 1998	開始就讀美國紐普大學工商管理碩士及博士課程，希望尋找藝術舞團自力更生的可能性。
- 1999	開始學太極於太古城永年太極社，師從王志遠。
- 2000	獲北京舞蹈學院委任為香港代表之高級考級教師。

### 2001－2019 探索創作實踐期 II
- 2001	開始為期八年的《武極》創作，探索歷程，分赴武當山、少林寺，陳家溝采風武術太極。獲《香港舞蹈歷史》一書列為香港第一代編舞家。
- 2002	美國紐普大學工商管理博士學位畢業。
- 2004	赴北京體育大學作訪問學者，研究武術太極。擔任香港舞蹈總會副主席。
- 2008	完成《武極》七集，赴奧運大型文藝盛典「龍騰神州──大型文藝晚會」演出，是次表演為太極、扇韻。
- 2010	獲香港藝術發展局資助，結集出版《武極》舞蹈探索書冊。
- 2011	探索響應香港西九文化之都的使命，舞團及提高香港市民文化水平之道。遂就讀香港演藝學院舞蹈編舞系碩士。
- 2011	中、港、台十間大學演講，講題為「當代中國文化──傳承與創新《武極》」
- 2013	於台灣中國文化大學The 6th Asia Pacific Conference on Exercise & Sports Science （Apcess 2013）演講創舞歷程，因一歐洲學者希能觀演以了解當代中國文化舞蹈，遂埋下帶團巡迴外國演出之伏筆。
- 2015	優異成績畢業於香港演藝學院並獲院長獎學獎。同年參加韓國之PAMS2015，為作品面向世界推介的準備。
- 2016	開始國際巡迴表演第一站──泰國舞蹈節、加拿大CINARS藝術節
- 2017	應邀赴巴西於BRICSESS金磚五國國際會議作演講嘉賓
- 2018	國際巡迴表演第二站──韓國首爾。北京舞蹈學院委任為香港代表中考考官，赴中國監考
- 2019	應邀赴南非BRICSESS金磚五國國際會議作演講嘉賓。被列為香港當代編舞家作品研究1980-2010之六位編舞家之一﹐作品被發表於《香港當代舞蹈歷史、美學及身分探求》書冊。
- 2020	獲香港藝術發展局資助，出版《舞中生有》50年舞蹈探索一書

## 作品

### 演出作品
- 1967年《羽扇舞》
- 1969年《火祭》
- 1970年《蘇格蘭舞》、《草笠舞》、《酒歌》
- 1971年《華爾滋舞》、《蒙古舞》、《傘舞》、《大風暴》
- 1973年《林中仙子》、《荷花舞》、《化蝶》、《群英會》、《時鐘》
- 1974年《黃河之波》、《插秧》、《新疆舞》、《草原處處是吾家》、《凌波仙子》、《太空》
- 1975年《天鵝湖》、《弓舞》、《豪邁》
- 1976年《漁歌》、《英雄頌》、《霓裳月步》、《高山之歌》、《豪邁》、《日出》
- 1977年《流浪》
- 1978年《花之舞》、《花之圓舞曲》
- 1979年《梁祝》、《飛仙》、《朝鮮舞》、《巾幗英雄》、《嗄吧》、《山地舞》、《空》、《還真》
- 1980年《獻給哀鳴者》、《雲山戀》
- 1981年《劍與我》
- 1982年《待嫁情懷》、《安徽花鼓燈》
- 1983年《紅樓碎玉》
- 1984年《達達》
- 1987年《帝女花》
- 1988年《Lady Macbeth》、《萬花筒》、《拾日譚》、《天遠夕陽多》
- 1989年《禪舞:蓮花編號三》
- 1990年《草月流－四季》、《中國旅程七 - 黃泉》
- 1991年《禪舞:蓮花編號四》、《香港樣板戲》
- 1993年《狂歌李杜》
- 1996年《字戀狂》
- 2013年《大夢》

### 編舞作品
- 1971年─《大風暴》
- 1973年─《時鐘》
- 1974年─《太空》、《黃河之波》
- 1975年─《天鵝湖》、《豪邁》
- 1976年─《日出》
- 1976年─《高山之歌》
- 1977年─《流浪》
- 1979年─《空》、《還真》
- 1980年─《獻給哀鳴者》
- 1982年─《待嫁情懷》
- 1983年─《紅樓碎玉》
- 1985年─《搜神之女媧補天》
- 1986年─《竹影行》
- 1987年─《一女四男》、粵舞《帝女花》、女色《粉紅色之潘金蓮》、超級模特兒大賽、和路迪士尼之《白雪公主》、《時光動畫》
- 1988年─錢秀蓮舞品集之《開荒語》、全港中國舞大賽《深秋》、亞太小姐、Lady Macbeth、《拾日譚》、《天遠夕陽多》、《映象人生》
- 1989年─亞視煙花照萬家、《紫荊園》、《帝女花》、《萬花筒》、《舞牛》
- 1990年─《野人》、《律動舞神州》、Inter-Artes Week Theme Hong Kong (英港演藝跨媒體接觸-香港)、Journey to the East Part VII(中國旅程七 - 黃泉)、《草月流－四季》、《香港情懷》
- 1991年─《嬉春酒店》、萬眾一心耀東華、《香港樣板戲》
- 1993年─《搶錢夫妻》、《狂歌李杜》、萬眾一心耀東華
- 1994年─《洛神》、《樂得消遙》、Wudao'94《水墨吟》
- 1995年─《神州舞韻》(The Transcendence of Chinese Classical Dance)、中秋舞品-國際兒童舞蹈節、中國國慶46週年《紫荊花》
- 1996年─《字戀狂》、《敦煌》
- 1997年─九七慶回歸，中國巡迴之旅秀蓮舞說 - 《字戀狂》、《四季》、《律動舞神州》
- 2000年─Philippine International Dance Day、Festival TARI 2000、《一日梵唄‧千禧法音》音樂會
- 2001年─《武極系列一》
- 2002年─《武極系列二》
- 2003年─《武極系列三》
- 2004年─《武極系列四》
- 2005年─《武極系列五》
- 2006年─《武極系列六》
- 2007年─《武極系列七》、《王子復仇記》
- 2008年─《神州舞韻》
- 2011年─《金玉觀世音》、《大唐胭脂》、《上善若水》
- 2013年─《大夢》、《百年春之祭》
- 2014年─徐小明感恩豪情演唱會
- 2015年─中華人民共和國成立66周年文藝晚會
- 2016年─《亂世未了情》、《樓台會》
- 2017年─《紅樓夢》、《舞至善 和世界共舞》
- 2019年─錢秀蓮舞蹈團30週年-《武極精選》[2]

### 其他作品
- 動物舞

取自錢秀蓮舞蹈團武極系列作品之舞蹈動律﹐創作源自東漢華陀五禽戲﹐再編成對五臟六腑健康的中國文化與醫學結合之舞蹈。
- 太極舞

取自錢秀蓮舞蹈團武極系列之舞蹈﹐此創作源自陰陽魚太極圖。太極哲學以｢氣｣為宇宙生命之源﹐以魚兒游動之舞影、圓及｢S｣型的流動﹐使人想像宇宙萬物無處不在的運動和變化中。

### 出版
- 《武極: 武術太極舞蹈的創作探索》，2010: ISBN 9789881970428
- 《舞中生有》,2020:ISBN 9789888548804

## 國際交流演出
- 1990年 ─《香港旅程》於英國倫敦作英港藝術交流匯演。
- 1991年 ─ 應邀赴美國紐約亞洲會所表演，為該劇場開埠以來第一個香港代表舞團。
- 1993年 ─ 應邀新加坡新典舞蹈工作坊作編導
- 1994年 ─ 參演北京國際舞蹈節
- 1995年 ─ 應邀赴塞浦路之國際舞蹈節作編導、統籌及文化交流等工作。
- 1996年 ─ 應邀赴韓國之第十五屆國際現代舞蹈節演出。
- 1997年 ─ 中國巡迴之旅（北京、天津、長春、上海、珠海）及加拿大多倫多之旅。
- 2000年 ─ 菲律賓國際舞蹈節及馬來西亞Festival TARI 2000
- 2008年 ─ 參與2008北京奧運大型文藝晚會《龍騰神州》演出
- 2016年 ─ CINARS （Montréal, Canada） 、泰國國際舞蹈節
- 2018年 ─ 韓國中國文化中心及首爾中國日演出

## 榮譽與獎項
- 1973年─主跳現代舞《火祭》獲香港第一屆藝術節冠軍
- 1989年─獲選香港藝術家聯盟「香港藝術家年獎」之舞蹈家獎[3]
- 1989年─《電影雜誌》選入「現代舞十年回顧表演」
- 1989年─《清秀雜誌》選為傑出女性
- 1993年─獲美國傳記學會頒授當代傑出人士獎
- 1994年─獲美國傳記學會頒授終身成就獎
- 1994年─獲英國劍橋國際傳記中心的20世紀成就獎
- 2001年─香港舞蹈歷史列為香港第一代現代編舞家
- 2003年─獲選列入傑出舞蹈藝術家名錄
- 2016年─國家社會科學藝術學項目「中國當代舞蹈口述史研究」被列為中國舞蹈家之一
- 2017年─英國劍橋選為100Artists
- 2019年─香港當代舞蹈歷史、美學及身分探求──香港當代編舞家

## 國際會議
- 2015年─韓國PAMS藝術節
- 2016年─韓國PAMS藝術節、加拿大滿地可CINARS、泰國藝術節
- 2017年─韓國PAMS藝術節、BRICS 巴西金磚五國國際會議(演講嘉賓)、香港城市當代舞蹈節
- 2018年─加拿大滿地可CINARS
- 2019年─BRICSS 南非金磚五國國際會議(演講嘉賓)、香港城市當代舞蹈節、北京舞蹈雙週、上海首屆當代舞蹈雙年展

## 訪問
- 2013-11-23 文匯報 錢秀蓮：藝術是生命的一部分 （页面存档备份，存于）
- 2019-01-03 文化大觀 錢秀蓮舞蹈團 – 錢秀蓮舞蹈團國際巡迴之旅 （页面存档备份，存于）
- 2019-05-05 紫荊香港 宏揚經典 錢秀蓮舞蹈團三十周年演出《武極精選》 （页面存档备份，存于）
- 2019-05-20 星島日報 以武入舞重現中國文化 （页面存档备份，存于）
- 2019-05-21 巴士的報 抗速食文化 以武入舞重現中國文化 （页面存档备份，存于）
- 2019-05-23 大公報 《武極精選》公演在即 錢秀蓮：太極不只屬於老人家 （页面存档备份，存于）
- 2019-07-29 一太極 錢秀蓮舞蹈團30週年演出： 《武極精選》 （页面存档备份，存于）